# Parco eolico Eurus
Il Parco eolico Eurus (in spagnolo Parque eólico Eurus) è un parco eolico situato a Juchitán de Zaragoza nello stato di Oaxaca, Messico.
Il parco ha una potenza totale di 250,5 megawatt e questo lo rende il parco eolico più grande di tutta l'America Latina.
L'energia è prodotta da 167 turbine eoliche ognuna delle quali può produrre 1,5 MW ed è costato 550 milioni di dollari; la costruzione è terminata nel novembre 2009 . 
L'energia prodotta soddisferà i bisogni di circa 500.000 persone e renderà possibile la riduzione di emissione di anidride carbonica per un totale di circa 600.000 tonnellate all'anno .